# Luis Andrés Bredlow
Luis Andrés Bredlow Wenda (Augsburg, 3 d'agost de 1958 - Terrassa, 8 de setembre de 2017) va ser un filòsof, poeta, traductor i professor a la Facultat de Filosofia de la Universitat de Barcelona. Va publicar Ensayos de herejía (Pepitas de Calabaza, 2015), en què mira d'identificar en un seguit de fenòmens contemporanis (el turisme, les drogues, la fe en la democràcia, el culte a l'alta velocitat, etc.) la manifestació concreta de les idees que avui ocupen el lloc del vell déu monoteista: l'Estat, els diners, el treball, el futur, el progrés, entre d'altres.

## Publicacions
- La ribera invisible (poesia, Ribera, Barcelona, 1989)
- Limbario de aturdimientos, Ribera, Barcelona, 1995.
- Ret Marut (B. Traven), La destrucción de nuestro sistema del mundo por la curva de Mar. Traducció i notícia L.-A. Bredlow, presentació d'A. García Calvo, Lucina, Zamora, 2001.
- Kant essencial. Introducció i antologia de textos, Montesinos, Barcelona, 2010.
- Diògenes Laerci, Vides i opinions dels filòsofs il·lustres, traduïdes i comentades per L.A. Bredlow, Lucina, Zamora, 2010.
- (En col·laboració amb Miguel Candel Sanmartín) Alexandre d'Afrodísia, Sobre l'ànima (Suplement). Sobre la naturalesa de l'ànima i les seves facultats cognoscitives, les virtuts, la llibertat i la destinació. Traducció, introducció i notes, Editorial Acadèmica Espanyola, Saarbrücken, 2013.
- Max Stirner, Escritos menores. Selecció, traducció, próleg i notes, Pepitas de Calabaza, Logronyo, 2013 (en premsa).
- Ensayos de herejía, Pepitas de Calabaza, Logronyo (en premsa).
- Gòrgies de Leontinos, De lo que no es o de la naturaleza. Los testimonios. Edició crítica, traducció i estudi introductori, Anthropos, Barcelona (en preparació).[4]